# Elyra nigrisigna
Elyra nigrisigna is een vlinder uit de familie van de spinneruilen (Erebidae). De wetenschappelijke naam van de soort werd in 1915 als Mastigophorus nigrisigna gepubliceerd door Alfred Ernest Wileman.